# Ellisiella pandayi
Genre
Espèce
Ellisiella pandayi, unique représentant du genre Ellisiella, est une espèce de collemboles de la famille des Bourletiellidae.

## Publication originale
- Bretfeld, 1999 : Synopses on Palaearctic Collembola, Volume 2. Symphypleona. Abhandlungen und Berichte des Naturkundemuseums Görlitz, vol. 71, no 1, p. 1-318.